# Bad Vöslau
Bad Vöslau (fino al 1928 Vöslau) è un comune austriaco di 11 700 abitanti nel distretto di Baden, in Bassa Austria; ha lo status di città (Stadtgemeinde).

## Monumenti e luoghi d'interesse
- Castel Vöslau

## Amministrazione

### Gemellaggi
- Neu-Isenburg[senza fonte]
- Bad Hindelang